# Wiege von Heinrich V.

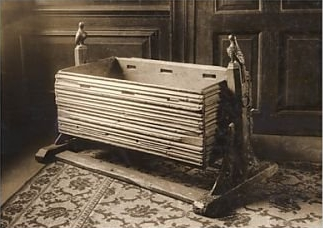
Die „Wiege von Heinrich V.“, fotografiert von William Edward Gray, 1912

Die Wiege von Heinrich V. ist, laut Überlieferung, die Wiege, in die der neugeborene Henry of Monmouth gelegt wurde. Die Wiege wurde auf einer Auktion von Edward VII. gekauft, dessen Nachfolger übergab sie später dem London Museum. Man geht heute davon aus, dass sie erst ein Jahrhundert nach der Zeit Heinrichs V. gebaut wurde; sie gilt aber als einzigartiges Beispiel einer mittelalterlichen Wiege für ein Baby von edler Geburt.

## Geschichte
Das Kind, das Heinrich V. von England werden sollte, wurde am 16. September 1386 in Monmouth Castle geboren. Er war der Sohn von Mary de Bohun und Henry Bolingbroke, sowie der Enkel von John of Gaunt. Monmouth gehörte zu den Besitztümern von Heinrich von Bolingbroke, hier lebte das frisch vermählte Paar mehrere Jahre. Mary starb 1394, Henry Bolingbroke stürzte König Richard II. und wurde 1399 Heinrich IV., König von England. Der junge Heinrich von Monmouth wurde als Nachfolger seines Vaters 1413 König Heinrich V.

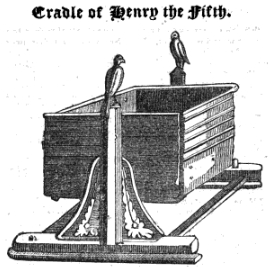
Die „Wiege von Heinrich V.“, Abbildung in Mirror of Literature (1825)

Während des 18. und frühen 19. Jahrhunderts war die Wiege von lokaler Berühmtheit und ihr Anspruch, ein echtes Relikt aus der Kindheit Heinrichs V. zu sein, wurde allgemein akzeptiert. Sie war in Privateigentum, wurde aber häufig Besuchern gezeigt. Die Wiege soll 1839 in den Besitz des Antiquars George Weare Braikenridge aus Brislington in Bristol gekommen sein; der berichtete, er habe sie für 30 Pfund gekauft. Im Jahre 1872 soll sich die Wiege, zusammen mit der Rüstung, die Heinrich V. angeblich bei der Schlacht von Azincourt trug, im Troy House in Mitchel Troy befunden haben. Dies berichtete William Watkins Old aus Monmouth 1876 der Royal Historical Society.
Die Wiege wurde 1908 von Christie’s in London versteigert, wo sie für 230 Guinee von Guy Laking, dem Waffenmeister von Edward VII., in dessen Auftrag ersteigert wurde. Die Wiege kam nach Windsor Castle und blieb dort für vier Jahre. Im Jahr 1912 wurde das Londoner Museum im Kensington Palace unter der Leitung von Guy Laking gegründet. Die Wiege wurde dem Museum von Edwards Nachfolger, König George V., übergeben. Das Londoner Museum, heute bekannt als das Museum of London, zog 1950 an seinen heutigen Standort im Barbican Centre um.
Die Wiege wurde aus Eiche gefertigt, mit zwei heraldischen Vögeln, die die hängende Wiege betrachten. Es wird vermutet, dass sie aus dem späten 15. Jahrhundert stammt, und ist ein einzigartiges Beispiel einer mittelalterlichen Wiege für ein Baby von edler Geburt, doch muss sie auf die Zeit nach Heinrich V. datiert werden.